# Сухов, Александр Сергеевич
Александр Сергеевич Сухов (укр. Олександр Сергійович Сухов; род. 20 мая 1984, Стаханов, Луганская область) — украинский юрист, политик. Народный депутат Украины IX созыва. Член временной следственной комиссии ВРУ по вопросам проверки и оценки состояния акционерного общества «Украинская железная дорога», расследования фактов возможного бездействия, нарушения законодательства Украины органами управления указанного предприятия, которые привели к значительному ухудшению технического состояния предприятия и основных производственных показателей (с 27 января 2021).

## Биография
Окончил Национальную юридическую академию имени Ярослава Мудрого.
Работал в органах прокуратуры. Сухов является управляющим партнёром Адвокатского объединения «Вельможный и партнёры».
Помощник-консультант народного депутата Украины Сергея Шахова.
Кандидат в народные депутаты на парламентских выборах 2019 года (избирательный округ № 107: город Лисичанск, часть города Кадиевка, часть города Первомайск, часть Попаснянского района). Самовыдвиженец. На время выборов: советник главы благотворительной организации «Фонд Сергея Шахова», член партии «Наш край». Проживает в Кадиевке.
Член Комитета Верховной рады Украины по вопросам транспорта и инфраструктуры и депутатской группы «Доверие».
По данным СМИ, Сухов занимался подкупом избирателей. В частности, представители БО «Луганский областной благотворительный фонд „Луганщина — наш край“» и «Фонда Сергея Шахова» раздавали мешки с сахаром (5 кг) жителям города Лисичанск Луганской области с агитацией за самовыдвиженца и кандидата от партии «Наш край» Александра Сухова.